# Fubon Financial
Fubon Financial (chinesisch 富邦金融控股股份有限公司) ist eine taiwanische Finanzholding (Dachgesellschaft für Kapitalbeteiligungen) mit Sitz in Taipeh. 
Die Unternehmensgruppe wurde 2001 von Tsai Wan-tsai gegründet, um die verschiedenen Gesellschaften der Fubon Gruppe zu bündeln. Fubon Insurance, eine 100%ige Tochter der Fubon Financial Holding, hat ihren Vorgänger in der Cathay Insurance Company, die 1961 gegründet wurde. Im Juni 2020 wies die Finanzholding eine Bilanzsumme von rund 8,9 Billionen NT$ (~ 260 Milliarden Euro) auf. Fubon Financial ist Eigentümer des taiwanischen Baseball-Clubs Fubon Guardians. Im Jahr 2018 kaufte der Lebensversicherer Fubon Life den Frankfurter Eurotower von der Triuva Kapitalverwaltungsgesellschaft. Die Übernahme der Jih Sun Financial Holding durch Fubon wurde von den Aktionären beider Unternehmen im November 2021 genehmigt.

## Tochtergesellschaften
Zu den Tochtergesellschaften der Fubon Financial Holding zählen:
- Fubon Insurance
- Fubon Life Insurance
- Taipei Fubon Commercial Bank
- Fubon Securities
- Fubon Asset Management
- Fubon Financial Holding Venture Capital (53,8 %)
- Fubon Direct Marketing Consulting
- Fubon AMC
- Fubon Bank (Hong Kong)
- Taiwan Sport Lottery